# Polyommatus sardoa
Polyommatus sardoa är en fjärilsart som beskrevs av Wagner 1909. Polyommatus sardoa ingår i släktet Polyommatus och familjen juvelvingar. Inga underarter finns listade i Catalogue of Life.